# Abul-Ala-Maari (poemat Awetika Isahakiana)
Abul-Ala-Maari – poemat epicki ormiańskiego poety Awetika Isahakiana, powstały w latach 1909-1911. Bohaterem utworu jest arabski filozof Abu al-Ala al-Ma’arri. Poemat przełożył na język polski Andrzej Szymański.